# Marie-Christine Duroy
Marie-Christine Duroy (Besanzón, 27 de marzo de 1957) es una jinete francesa que compitió en la modalidad de concurso completo.
Ganó tres medallas en el Campeonato Mundial de Concurso Completo entre los años 1986 y 1998, y cuatro medallas en el Campeonato Europeo de Concurso Completo entre los años 1983 y 1997. Participó en cuatro Juegos Olímpicos de Verano, entre los años 1984 y 1996, ocupando el cuarto lugar en Los Ángeles 1984, el sexto en Seúl 1988 y el cuarto en Atlanta 1996, en la prueba por equipos.

## Palmarés internacional
| Campeonato Mundial | Campeonato Mundial          | Campeonato Mundial | Campeonato Mundial |
| Año                | Lugar                       | Medalla            | Categoría          |
| ------------------ | --------------------------- | ------------------ | ------------------ |
| 1986               | Gawler (Australia)          | Medalla de plata   | Por equipos        |
| 1994               | La Haya (Países Bajos)      | Medalla de plata   | Por equipos        |
| 1998               | Roma (Italia)               | Medalla de plata   | Por equipos        |
| Campeonato Europeo |                             |                    |                    |
| Año                | Lugar                       | Medalla            | Categoría          |
| 1983               | Frauenfeld (Suiza)          | Medalla de bronce  | Por equipos        |
| 1985               | Burghley (Reino Unido)      | Medalla de plata   | Por equipos        |
| 1995               | Pratoni del Vivaro (Italia) | Medalla de plata   | Individual         |
| 1997               | Burghley (Reino Unido)      | Medalla de bronce  | Por equipos        |